# Znamjanka
Znamjanka (ukr. Знам'янка) – miasto na Ukrainie, w obwodzie kirowohradzkim, w rejonie kropywnyckim, siedziba hromady. W 2018 roku liczyło ok. 22,8 tys. mieszkańców.
Jeden z większych węzłów Kolei Odeskiej.

## Opis

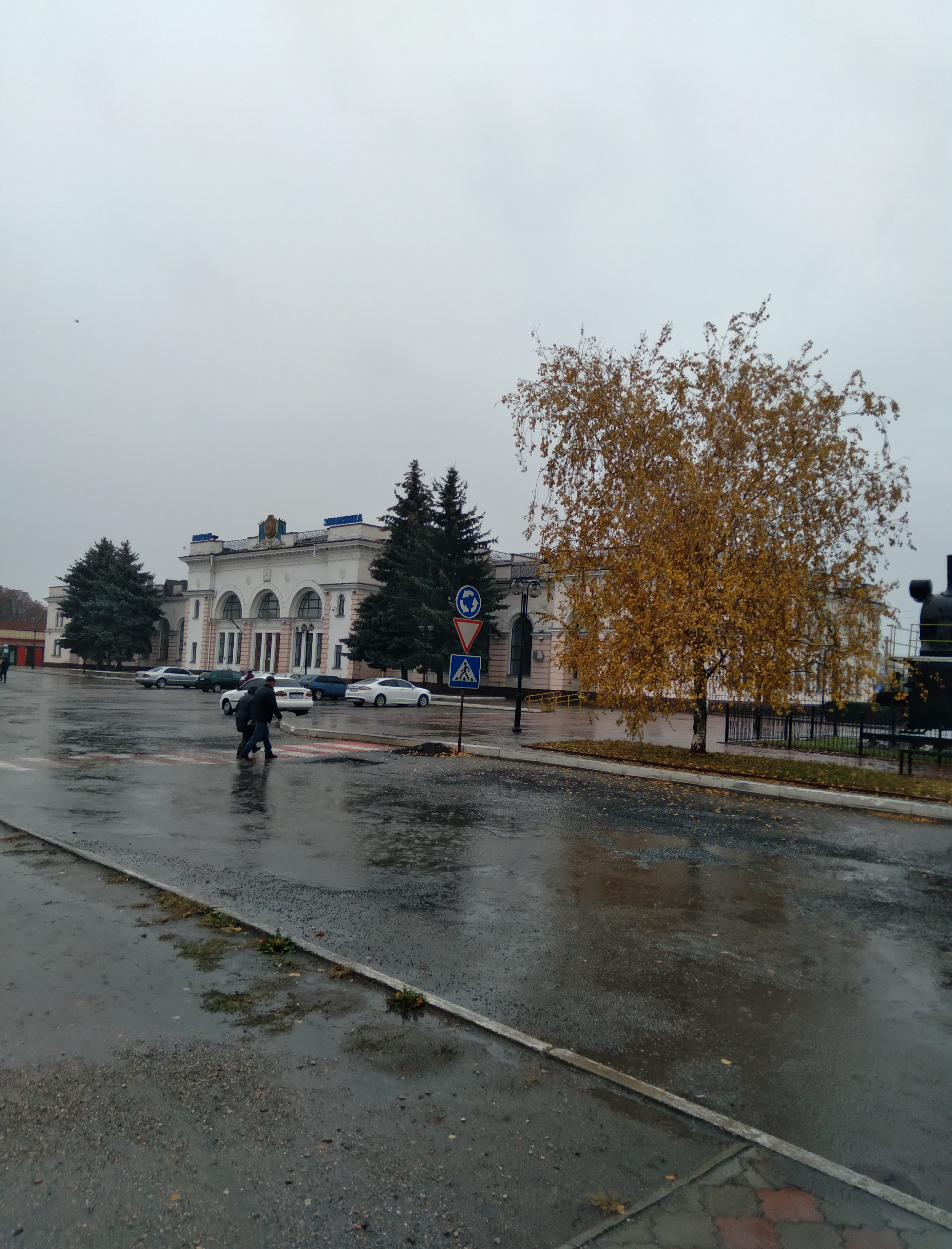
Stacja kolejowa

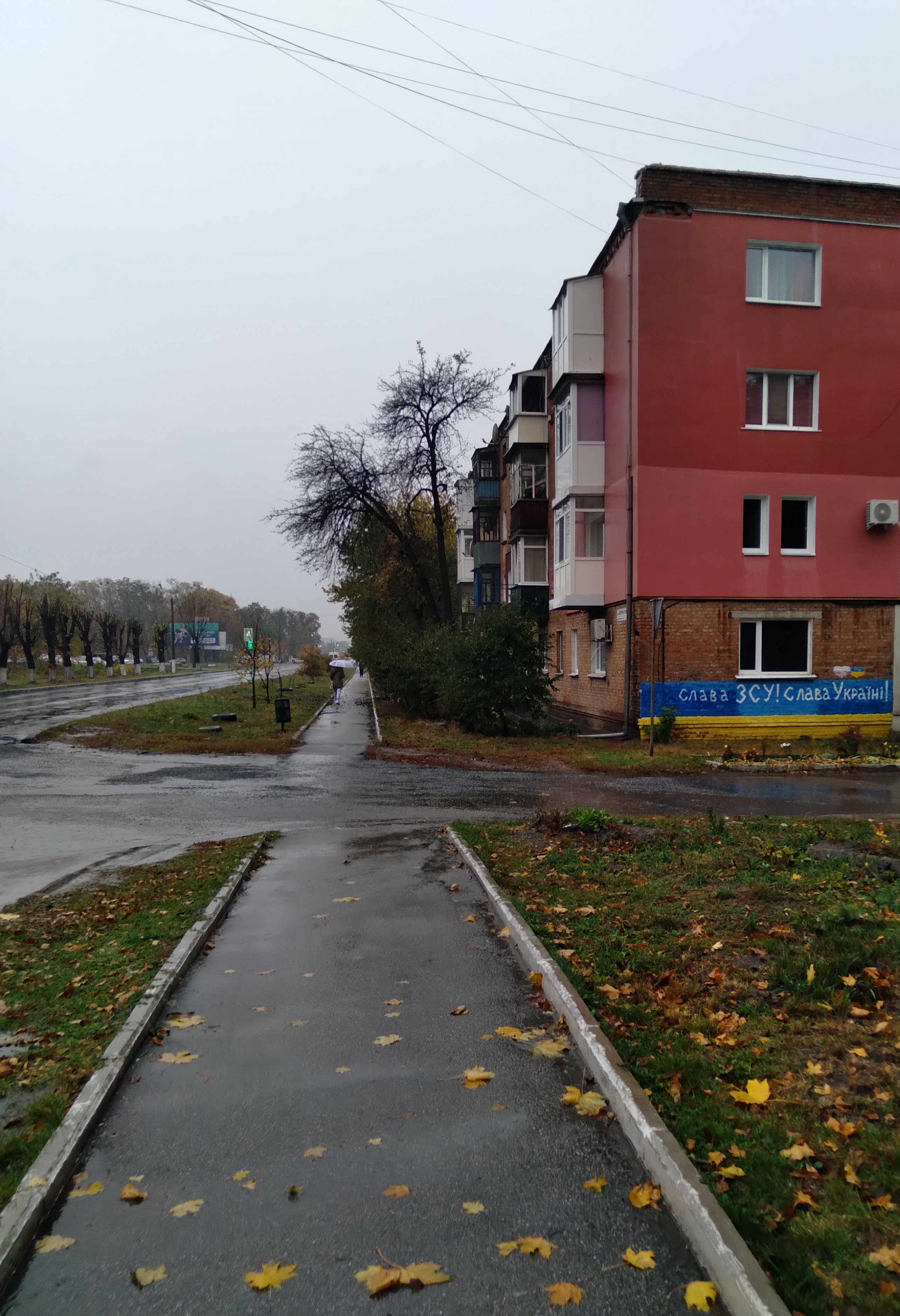
Centralna ulica

Miasto położone jest na obrzeżach lasu Czernego, na granicy strefy leśno-stepowej (od północy) i stepowej (od południa), 40 km na północny wschód od centrum regionalnego - Kropywnickiego.
Miasto jest także ośrodkiem wspólnoty terytorialnej, w skład której wchodzi jedno miasto, osada typu miejskiego Znamjanka Druha oraz 4 wsie: Vodjane, Petrowe, Sokiłnyky i Novoołeksandrivka

## Historia

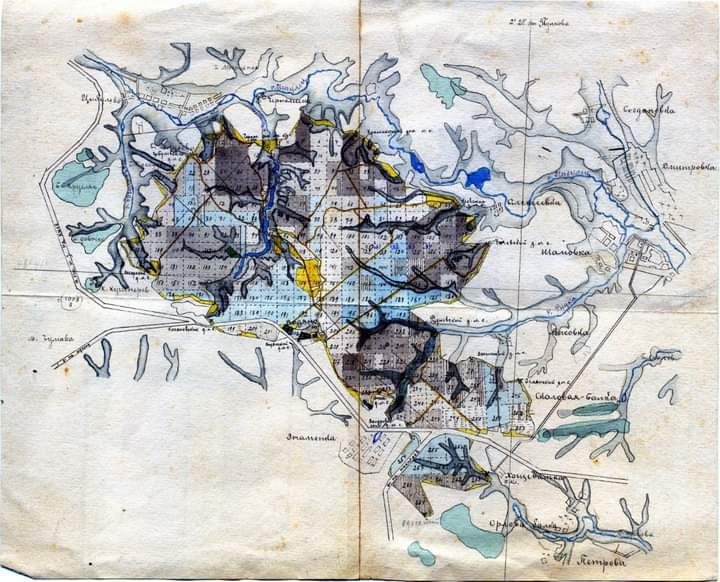
mapa z końca XIX w

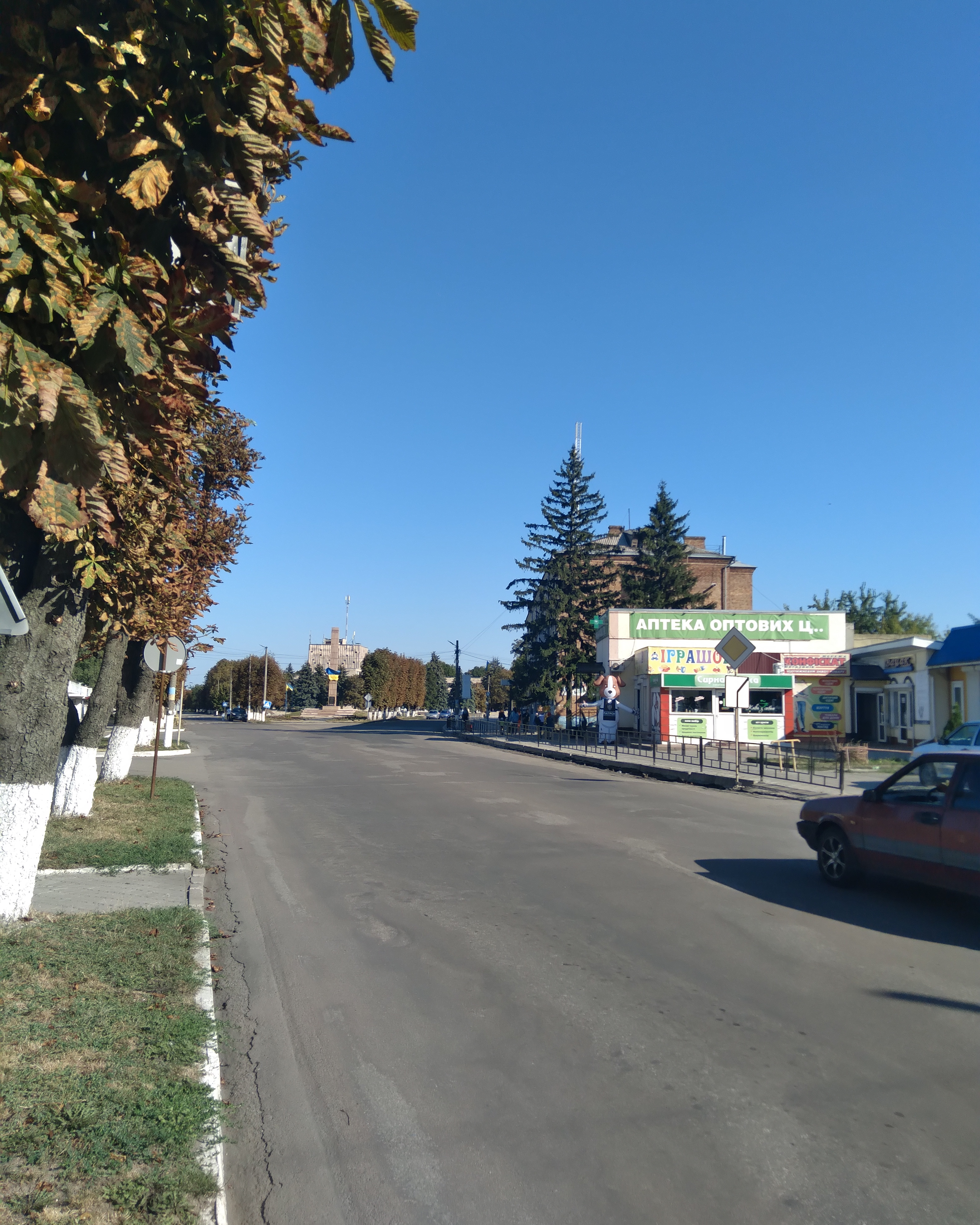
centrum miasta (2023)

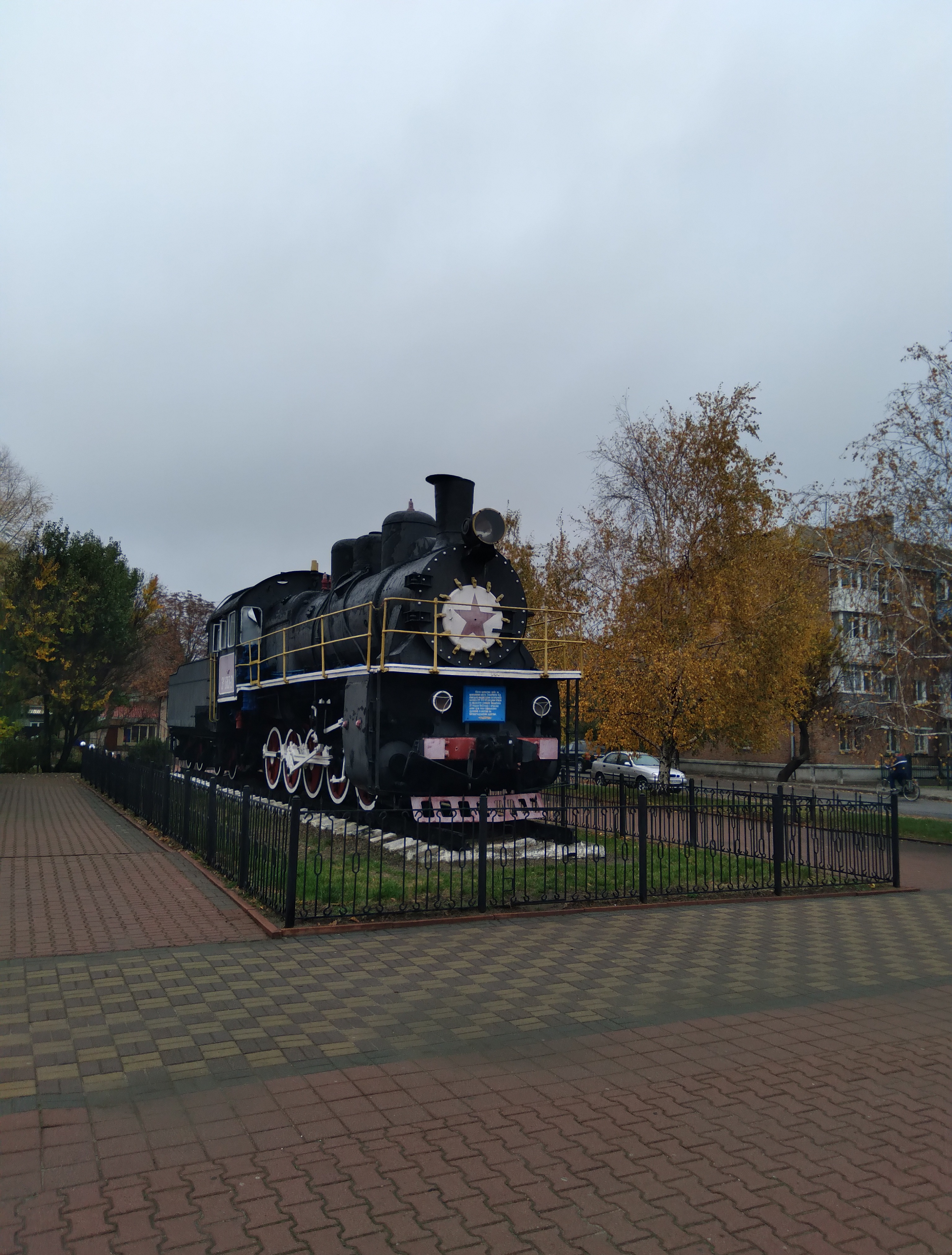
pomnik lokomotywy parowej w pobliżu stacji kolejowej

Znamjanka została założona w 1869 roku jako stacja kolejowa, a nazwana na cześć najbliższej wsi, założonej w 1730 roku przez osadników z regionu Orel (dziś Znamjanka Druha).
W 1886 r. mieszkały tu 143 osoby. w 1913 r. 6 tys.
W czasie wojny radziecko-ukraińskiej Znamjanka znalazła się pod kontrolą Ukraińskiej Republiki Ludowej i Republiki Chołodnego Jaru.
W 1920 r. wojska radzieckie za trzecim podejściem zdobyły miasto. 
W czasie Wielkiego Głodu i 
represji sowieckich zginęło co najmniej 890 mieszkańców
Status miasta od 1938.
Podczas II wojny światowej miasto okupowane było przez wojska niemieckie od 5 sierpnia 1941 r. do 9 grudnia 1943 r.. Wiosną 1943 przeniesiono tu z Sandomierza niemiecki obóz jeniecki Stalag 359, następnie przeniesiony do Borysiwki w lipcu 1943.
W 1989 liczyło 33 828 mieszkańców.
Podczas wojny na Donbasie w działaniach wojennych wzięło udział ponad tysiąc mieszkańców miasta, zginęło 12 osób, a imieniem jednego z nich (Wiktor Gołi) nazwano centralną ulicę.
Podczas inwazji na Ukrainę Znamjanka stała się schronieniem dla kilku tysięcy uchodźców z południowego wschodu kraju.

## Zabytki
W 2008 r. wzniesiono pomnik ofiar 
Wielkiego Głodu i represji politycznych. W mieście mieszkał potomek Tarasa Szewczenki, który w 2008 roku zainicjował budowę pomnika pisarza. W 2014 roku w centrum miasta stanął pomnik upamiętniający wydarzenia Euromajdanu. W 2021 roku zainstalowano tablicę ku czci żołnierzy poległych na wschodniej Ukrainie. Pod koniec 2023 roku na tej tablicy zawisły także zdjęcia bohaterów, którzy zginęli podczas inwazji na pełną skalę

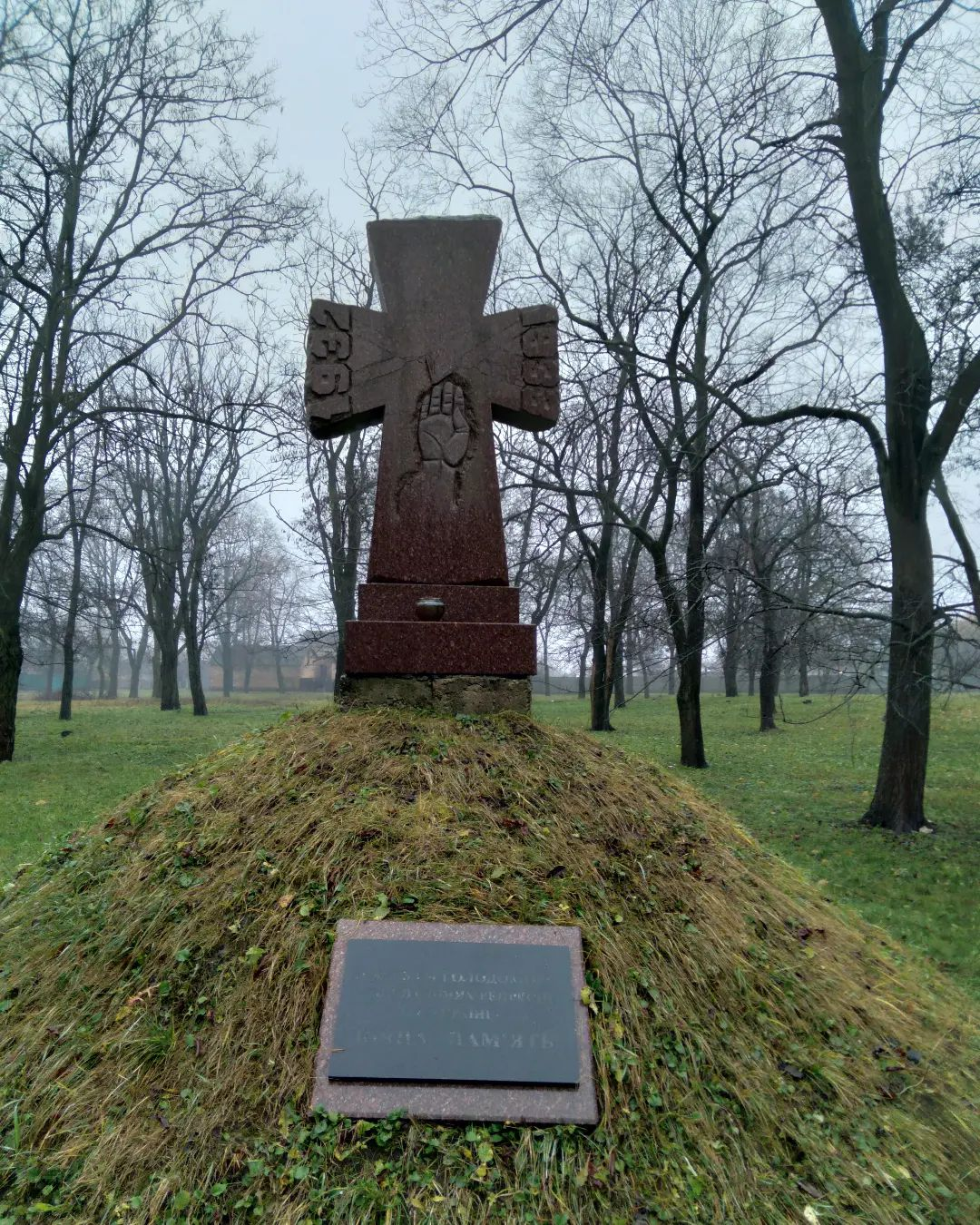
pomnik ofiar Wielkiego Głodu 1932-1933

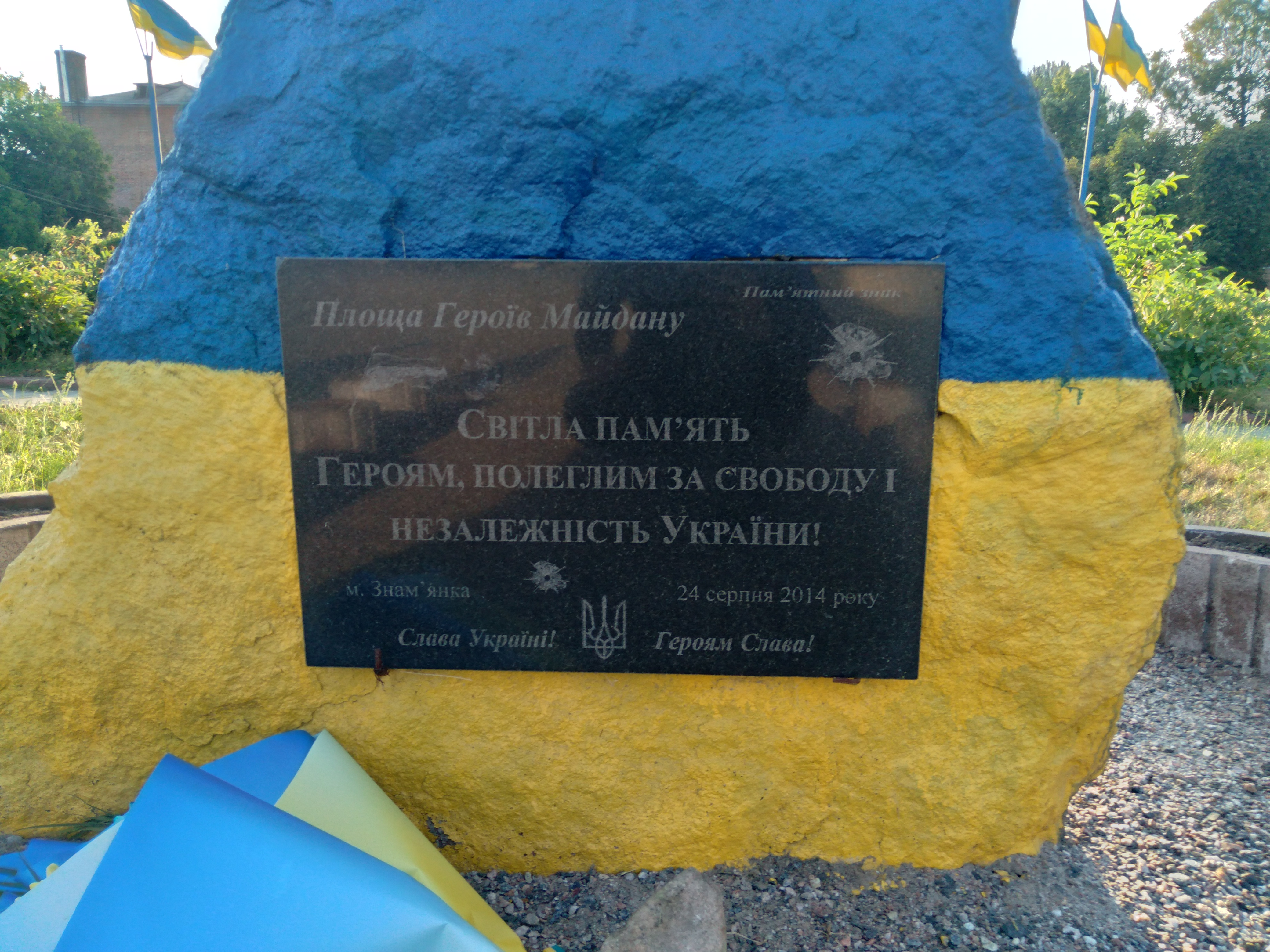
pomnik wydarzeń Euromajdanu

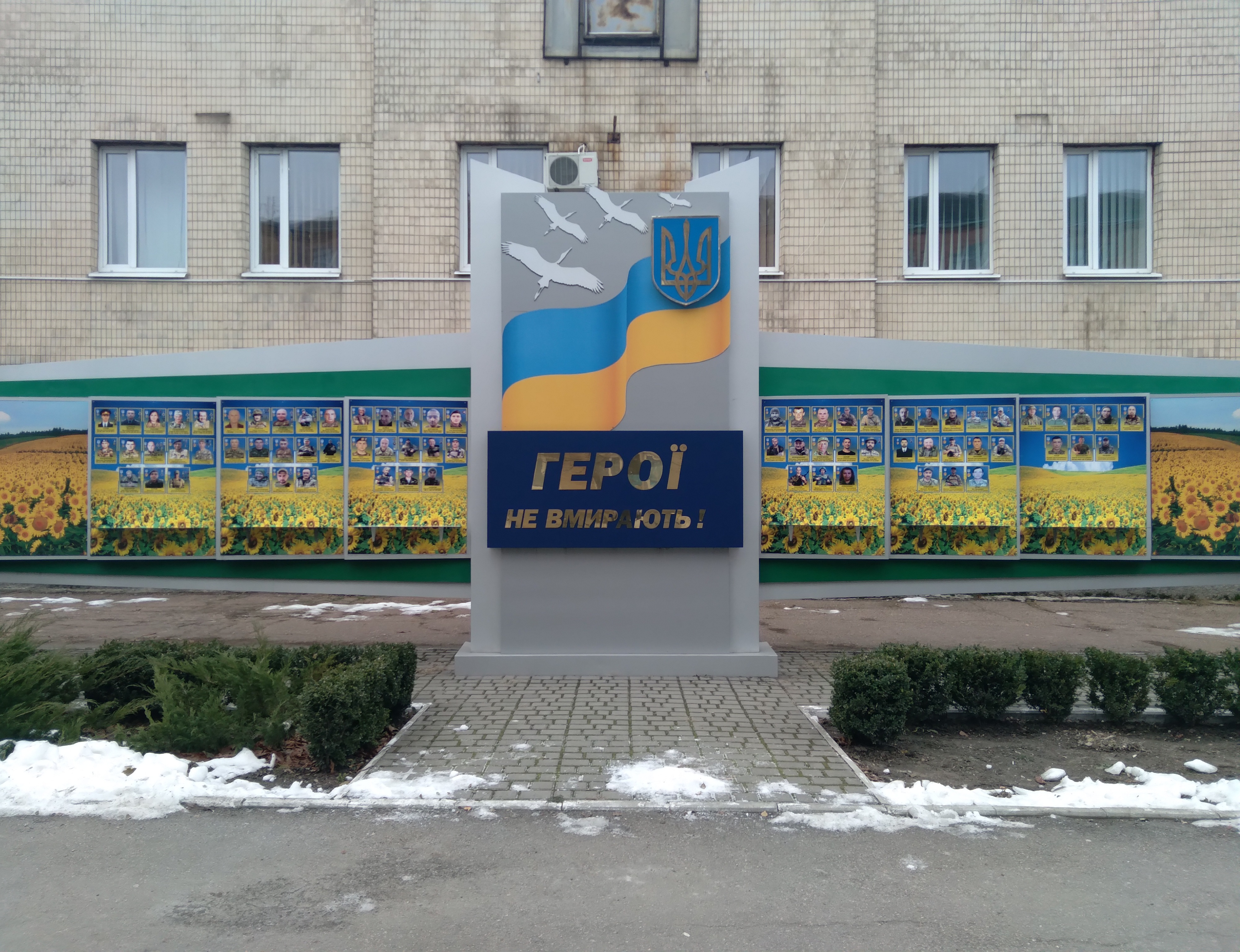
tablica pamiątkowa poświęcona bohaterom
wojny rosyjsko-ukraińskiej